# Manslaughter (1922)
Manslaughter is een Amerikaanse dramafilm uit 1922 onder regie van Cecil B. DeMille. De film werd destijds uitgebracht onder de titel Manslag.

## Verhaal
De rijke Lydia Thorne is verantwoordelijk voor de dood van een motoragent. Haar verloofde Daniel J. O'Bannon neemt tijdens het proces de verdediging op zich. Lydia wordt schuldig bevonden en komt in de gevangenis terecht. Daniel verdrinkt zijn verdriet en raakt aan lager wal. Na haar vrijlating gaat Lydia op zoek naar Daniel.

## Rolverdeling
| Acteur           | Personage                |
| ---------------- | ------------------------ |
| Leatrice Joy     | Lydia Thorne             |
| Thomas Meighan   | Daniel J. O'Bannon       |
| Lois Wilson      | Evans                    |
| John Miltern     | Gouverneur Stephan Albee |
| George Fawcett   | Rechter Homans           |
| Julia Faye       | Mevrouw Drummond         |
| Edythe Chapman   | Adeline Bennett          |
| Jack Mower       | Drummond                 |
| Dorothy Cumming  | Eleanor Bellington       |
| Casson Ferguson  | Bobby Dorest             |
| Michael D. Moore | Dicky Evans              |
| James Neill      | Butler                   |
| Sylvia Ashton    | Gevangenbewaarster       |
| Raymond Hatton   | Brown                    |
| Mabel Van Buren  | Gevangene                |